# Ernő Schaller-Baross
Ernő Schaller-Baross (* 30. ledna 1987 Budapest) je maďarský právník a politik, od 11. ledna 2021 poslanec Evropského parlamentu za stranu Fidesz – Maďarská občanská unie, původně zasedající ve frakci Evropské lidové strany (EPP), od 3. března 2021 ve frakci Nezařazení (NI/NA).

## Studia
V roce 2005 odmaturoval na německojazyčném Rakouském gymnáziu v Budapešti a roku 2010 absolvoval studium práv na Károli Gáspár Református Egyetem.

## Politika
Pracoval jako právní referent na maďarském ministerstvu spravedlnosti. Od roku 2018 působil jako státní tajemník pro zahraniční záležizosti na Úřadu předsedy vlády (Miniszterelnökség). 
V lednu 2021 se stal nástupcem Józsefa Szájera ve funkci poslance dévátého Evropského parlamentu (2019–2024) za stranu Fidesz – Maďarská občanská unie s mandátem do června 2024, kdy se uskutečnily řádné eurovolby, ve kterých byl zvolen europoslancem s mandátem do roku 2029.  

## Soukromý život
Hovoří plynně anglicky, maďarsky, německy a italsky.
Je držitelem státního občanství Maďarska a Rakouska.
V roce 2007 zakoupila jeho rodina zámeček poblíž obce Úrkút (německy Herrnbrunn) v župě Veszprém, který nechali zrekonstruovat. 